# Антипенко, Александр Иванович
Алекса́ндр Ива́нович Анти́пенко (род. 25 августа 1938 года, Киев) — советский, российский и украинский кинооператор. Заслуженный деятель искусств РСФСР (1989).

## Биография
Окончил операторский факультет ВГИКа (1966, мастерская Бориса Волчека). С 1966 года работал на Киевской киностудии имени А.Довженко.
До учёбы в институте был фотографом на фильме С. Параджанова «Цветок на камне». В качестве диплома снимал один из первых вариантов фильма «Киевские фрески» (картину закрыли, на этом материале А. Антипенко смонтировал короткометражный фильм), защищался фильмом «Сегодня — каждый день» Владимира Савельева).
В 1967 году Тенгиз Абуладзе, увидев «Киевские фрески», предложил Антипенко снимать фильм «Мольба». По мнению кинокритика Ольги Шервуд, «оператор сумел соответствовать мощи первоисточника и режиссёрскому замыслу: широкий экран, отказ от цвета, игра масштабами, подлинность фактур и строгая графичность кадра создали пространство-время „нигде и везде, никогда и всегда“».
Режиссёр Глеб Панфилов пригласил Александра Антипенко работать над фильмом «Жанна д’Арк», но фильм не состоялся. В 1975 году вышла снятая ими на киностудии «Ленфильм» картина «Прошу слова», в которой оператор «дерзко отказался от всего, что отдает „решением“, „живописью“».
Автор документального фильма «Семь минут с кинооператором Урусевским» (1969, сценарист, режиссёр, оператор).
С 1976 года — оператор Киностудии им. Горького. Активно сотрудничает с режиссёром Владимиром Грамматиковым, начиная с вышедшей в 1982 году картины «Звезда и смерть Хоакина Мурьеты» по одноименной рок-опере Алексея Рыбникова. Далее последовали фильмы «Вера. Надежда. Любовь» (1984), «Мио, мой Мио» (1987), «Сестрички Либерти» (1990), «Сказка о купеческой дочери и таинственном цветке» (1991), «Осенние соблазны» (1993), «Маленькая принцесса» (1997), «Привет от Чарли-трубача» (1998), «Сибирочка» (2003).
С 1978 г. читает курс лекций по «Операторскому мастерству» на Высших курсах сценаристов и режиссёров
Снял 20 сюжетов киножурнала «Ералаш».
В 2003 году снял фильм И. Попова «Радости и печали маленького лорда» со Станиславом Говорухиным в роли графа.
На телевидении снял два фильма («Убить по-русски») из цикла «Криминальная Россия» (с Владимиром Панжевым и Андреем Карпенко).
В 1997—1998 работал на авторской телепрограмме Петра Шепотинника «Кинескоп».

## Награды и номинации
- 1957 — МКФ в Карловых Варах — почётный диплом за фоторекламу (фильм «Флаги на башнях»)
- 1976 — МКФ в Барселоне — диплом за цветовое решение (фильм «Прошу слова»)
- 1989 — Заслуженный деятель искусств РСФСР (9 января 1989 года) — за заслуги в области советского искусства[4]
- 1993 — МКФ операторского мастерства в Битоле (Македония) — диплом за операторское мастерство (фильм «Женщина с цветами и шампанским»)
- 1997 — Орден Почёта (19 ноября 1997 года) — за заслуги перед государством, большой вклад в укрепление дружбы и сотрудничества между народами, многолетнюю плодотворную деятельность в области культуры и искусства[5]
- 1997 — Премия «Ника» за лучшую операторскую работу (фильм «Маленькая принцесса»)
- 1998 — Номинация на премию «Ника»[6] за лучшую операторскую работу (фильм «Игра в браслетах»)
- 2004 — Номинация на премию «Золотой орёл» за лучшую операторскую работу (фильм «Радости и печали маленького лорда»)
- 2023 — премия «Белый квадрат» Гильдии кинооператоров России — «За вклад в операторское искусство» имени Сергея Урусевского[7]